# Santuario de la Virgen del Pueblito
La Basílica de la Vírgen del Pueblito, es un Santuario cristiano y mariano de la Iglesia Católica. Está en El Pueblito, Qro., Cabecera Municipal de Corregidora, Qro. Es el centro de culto de veneración, piedad, devoción y religiosidad popular, por la Venerable y Sacrosanta, Milagrosa y Portentosa Imagen de Nuestra Señora del Pueblito, la Santa Madre de Dios con su Divino Hijo, el Niño Jesús, sobre una Nube que le sirve de peana y la Imagen de San Francisco de Asís, de rodillas, como Atlante de la Inmaculada Concepción de María. 
El Santuario tuvo su origen el día que Fr. Nicolás de Zamora, Cura Doctrinero de Querétaro, el año 1632, llevó la Imagen de la Pura Concepción de María y la colocó en las inmediaciones de la Pirámide, llamada Cué, donde él mismo construyó la Primera Ermita a la Santísima Virgen. En 1714 se comenzó la reedificación de esta Primera Ermita, que obtuvo la aprobación del Arzobispo de México el año 1720, para su reedificación y construcción nueva. En 1736 ya estaba listo el Templo para recibir la Venerable Imagen, pero aún faltaban la Sacristía, la Torre y terminar otros espacios del primer Convento franciscano junto al Santuario, para poder establecer la presencia fija de los Frailes Menores de la Provincia de San Pedro y San Pablo de Michoacán. Por eso, el 5 de febrero de este año se llevó a cabo la Bendición del Santuario y el traslado de la Imagen a su nuevo Templo. Después de este acontecimiento, continuó la obra hasta que estuvo completamente terminada el año 1750.
- Datos: Q97179571